# Ева Хіменес
Ева Хіменес (ісп. Eva Jiménez; нар. 19 травня 1975) — колишня іспанська тенісистка.
Найвищу одиночну позицію світового рейтингу — 180 місце досягла 7 лютого 1994, парну — 171 місце — 14 червня 1993 року.

## Фінали ITF

### Одиночний розряд (1–2)
| Легенда                   |
| ------------------------- |
| Турніри $25,000           |
| $10,000 / Турніри $15,000 |

| Результат | Ранг | Дата            | Турнір            | Покриття | Суперниця      | Рахунок  |
| --------- | ---- | --------------- | ----------------- | -------- | -------------- | -------- |
| Поразка   | 1.   | 16 березня 1992 | Сарагоса, Іспанія | Ґрунт    | Барбара Шетт   | 4–6, 4–6 |
| Перемога  | 2.   | 23 березня 1992 | Сантандер         | Ґрунт    | Тіна Вукасович | 6–2, 6–2 |
| Поразка   | 3.   | 2 серпня 1993   | Мюнхен, Німеччина | Ґрунт    | Ева Мартінцова | 6–7, 1–6 |

### Парний розряд (2–2)
| Результат | Ранг | Дата            | Турнір                     | Покриття | Партнерка                | Суперниці                            | Рахунок       |
| --------- | ---- | --------------- | -------------------------- | -------- | ------------------------ | ------------------------------------ | ------------- |
| Перемога  | 1.   | 25 березня 1991 | Більбао, Іспанія           | Ґрунт    | Крістіна Торренс-Валеро  | Кора Ліннеман Ана Ларракоечеа        | 7–5, 7–6(4)   |
| Поразка   | 2.   | 13 травня 1991  | Балагер (Іспанія), Іспанія | Ґрунт    | Крістіна Торренс-Валеро  | Кора Ліннеман Ана Ларракоечеа        | 7–5, 3–6, 3–6 |
| Поразка   | 3.   | 16 вересня 1991 | Капуя, Італія              | Ґрунт    | Марія дель Кармен Гарсія | Жанетта Гусарова Моніка Кратохвілова | 1–6, 1–6      |
| Перемога  | 4.   | 26 квітня 1993  | Порту, Португалія          | Ґрунт    | Ева Бес                  | Ванесса Кастельяно Алісія Ортуньйо   | 5–7, 6–1, 6–3 |